# Psophocichla
Psophocichla – rodzaj ptaków z podrodziny drozdów (Turdinae) w obrębie z rodziny drozdowatych (Turdidae).

## Rozmieszczenie geograficzne
Rodzaj obejmuje gatunki występujące na Półwyspie Somalijskim w Afryce Wschodniej.

## Morfologia
Długość ciała 20–22 cm, masa ciała 71–84,4 g.

## Systematyka
Rodzaj zdefiniował w 1860 roku niemiecki ornitolog Jean Cabanis w artykule poświęconym opisowi nowego rodzaju drozda, opublikowanym w czasopiśmie Journal für Ornithologie. Gatunkiem typowym jest (późniejsze oznaczenie) drozd etiopski (P. simensis).

### Etymologia
Psophocichla: gr. ψοφος- psophos ‘hałas’; κιχλη kikhlē ‘drozd’.

### Podział systematyczny
Do rodzaju należą następujące gatunki:
- Psophocichla simensis (Rüppell, 1837) – drozd etiopski
- Psophocichla litsitsirupa (A. Smith, 1836) – drozd kroplisty